# CLVS1
CLVS1 (англ. Clavesin 1) – білок, який кодується однойменним геном, розташованим у людей на 8-й хромосомі. Довжина поліпептидного ланцюга білка становить 354 амінокислот, а молекулярна маса — 40 788.
| 10         |  | 20         |  | 30         |  | 40         |  | 50         |
| ---------- |  | ---------- |  | ---------- |  | ---------- |  | ---------- |
| MGPVSLLPKY |  | QKLNTWNGDL |  | AKMTHLQAGL |  | SPETIEKARL |  | ELNENPDVLH |
| QDIQQVRDMI |  | ITRPDIGFLR |  | TDDAFILRFL |  | RARKFHQADA |  | FRLLAQYFQY |
| RQLNLDMFKN |  | FKADDPGIKR |  | ALIDGFPGVL |  | ENRDHYGRKI |  | LLLFAANWDQ |
| SRNSFTDILR |  | AILLSLEVLI |  | EDPELQINGF |  | ILIIDWSNFS |  | FKQASKLTPS |
| ILKLAIEGLQ |  | DSFPARFGGV |  | HFVNQPWYIH |  | ALYTLIKPFL |  | KDKTRKRIFL |
| HGNNLNSLHQ |  | LIHPEFLPSE |  | FGGTLPPYDM |  | GTWARTLLGP |  | DYSDENDYTH |
| TSYNAMHVKH |  | TSSNLERECS |  | PKLMKRSQSV |  | VEAGTLKHEE |  | KGENENTQPL |
| LALD       |  |            |  |            |  |            |  |            |

A: Аланін

C: Цистеїн

D: Аспарагінова кислота

E: Глутамінова кислота

F: Фенілаланін

G: Гліцин

H: Гістидин

I: Ізолейцин

K: Лізин

L: Лейцин

M: Метіонін

N: Аспарагін

P: Пролін

Q: Глутамін

R: Аргінін

S: Серин

T: Треонін

V: Валін

W: Триптофан

Задіяний у такому біологічному процесі, як альтернативний сплайсинг. 
Білок має сайт для зв'язування з ліпідами. 
Локалізований у мембрані, цитоплазматичних везикулах, апараті гольджі, ендосомах.